# Římskokatolická farnost Jezvé
Římskokatolická farnost Jezvé (něm. Neustadtl) zaniklá je církevní správní jednotka sdružující římské katolíky na území obce Jezvé a v jejím okolí. Organizačně spadala do českolipského vikariátu, který je jedním z 10 vikariátů litoměřické diecéze. Centrem farnosti byl kostel svatého Vavřince v Jezvém.

## Historie farnosti

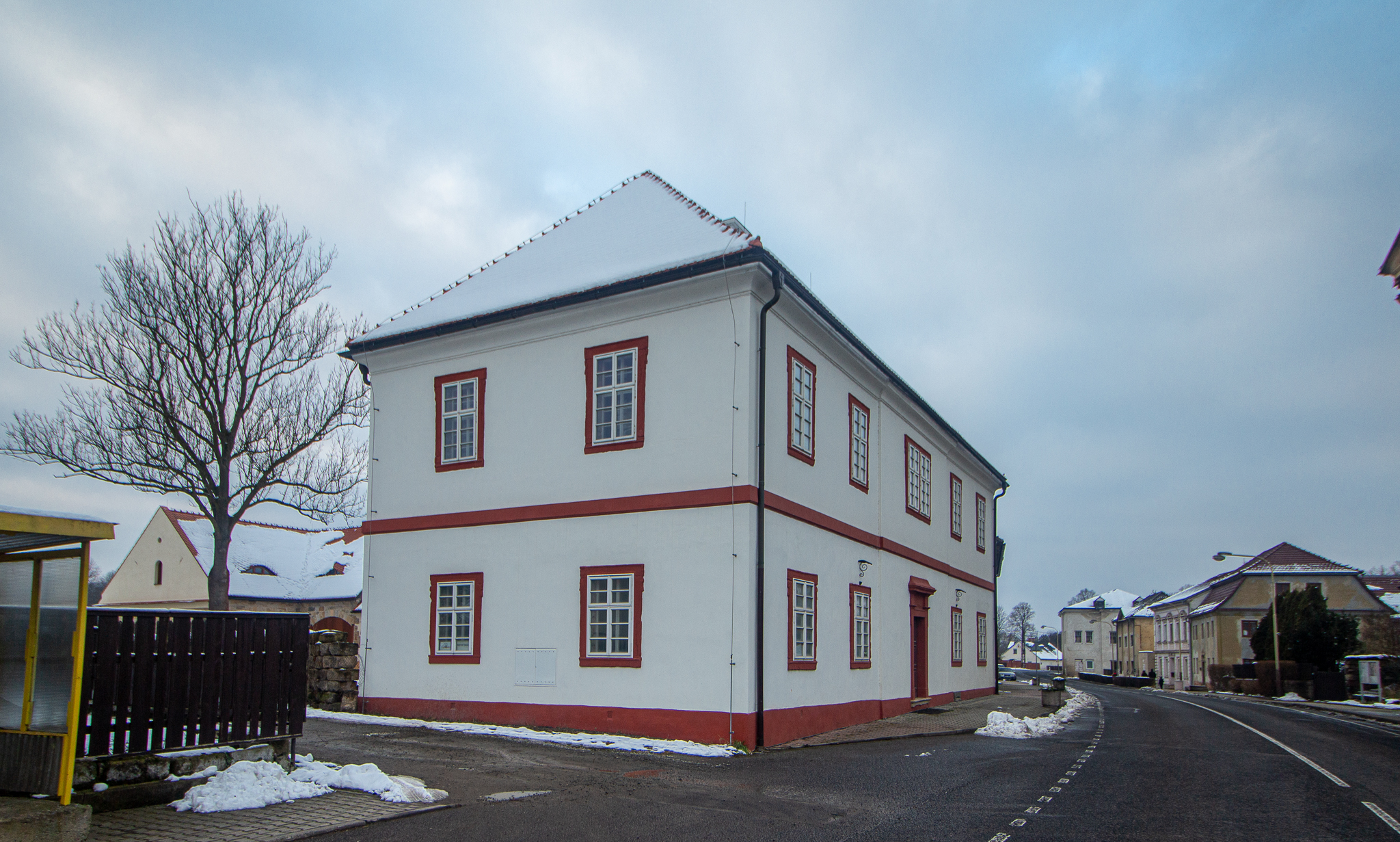
Obnovená budova fary v Jezvém

Nejstarší zmínka o farnosti Jezvé je z roku 1352, a jméno prvního kněze je známo z roku 1360. V pozdější době farnost zanikla, a obnovena byla v roce 1650. Farní kostel sv. Vavřince je v dnešní podobě barokní stavba z let 1746-1756. Stavbu vedl Anselmo Lurago.
V roce 1732 se v Jezvém narodil Wenzel Hocke, pozdější infulovaný arciděkan v nedaleké Horní Polici, svérázný člověk, známý i z literatury.
Poslední sídelní kněz z Jezvé odešel kolem roku 1945, a farnost začala být administrována z Horní Police. V roce 1954 začal farnost spravovat Mons. Josef Stejskal. Kostel byl tehdy v dost špatném stavu, částečně opraven byl v 70. letech 20. století. Do roku 2008 bývaly v Jezvém pravidelné bohoslužby (obvykle v pondělí odpoledne), v dnešní době jsou zde bohoslužby pouze příležitostně.
Přes silnici od kostela je areál budov někdejší fary. Ta je dnes soukromým majetkem. Na hřbitově za obcí je novogotická kaple-hrobka.
Ke dni 31. prosince 2024 byla na základě rozhodnutí litoměřického biskupa Stanislava Přibyla sloučena do farnosti – arciděkanství Horní Police, která se tak stala nástupnickou farností.

### Duchovní správcové vedoucí farnost
Začátek působnosti jmenovaného v duchovní správě farnosti od:
- 1360 Petrus
- Řehník
- 1363 Nicolaus ze Žandova
- 1372 Svatoň Orlík
- Joannes
- 1376 Joannes z Všesulova
- Conradus
- 1378 Joannes z Arnoltic
- Pertoldus
- 1415 Joannes z Lípy
- 1423 Joannes
- 1650 Joannes Spindler
- 1653 Carolus Wunderlich
- 1660 Christophorus Ignatius Dont
- 1684 Guilielmus Anton. Flisius
- 1699 Wenceslaus Josephus Carolus Wunderlich
- 1705 Christophorus Ignatius Dont
- 1718 Andreas Paulus Rumbach
- 1723 Samuel Antonius Wenzel
- 1732 Ignatius Antonius Jungmann
- 1752 Franciscus Xaverius Sänger
- 1765 Florianus Anton. Richter, † 21. 5. 1798
- 1798 Ioann. Scholze, n. 21. 9. 1741 Johnsdorf, o. x. 4. 1771, † 16. 6. 1824
- 1825 Franc. Heyde, n. 6. 5. 1786 Konoged, o. 1. 11. 1808, † 8. 6. 1861
- 1861 Thadd. Münnich, n. 17. 2. 1818 Leipa, o. 20. 2. 1841, † 8. 12.1879
- 1880 par. vacat
- 1880 Ignatius Al. Seidlich, n. 22. 5. 1843 Königswalde, o. 20. 7. 1869, † 25. 5. 1889
- 1885 par. vacat, admin. int. Car. Stolle
- 1894 August. Bienert, n. 28. 4. 1846 Niems, o. 23. 7. 1870, † 14. 6. 1908
- 1894 Ant. Günther, n. 17. 4. 1859 Hainspach, o. 3. 6. 1883, † 12. 9. 1912
- 1903 Ernest Müller, n. 6. 12. 1859 Meronitz, o. 11. 5. 1884, † 10. 12. 1919
- 1921 Victor. Hörandel, n. 19. 11. 1880 Unterwisternitz, o. 16. 7. 1905, † 7. 10. 1939
- 1. 10. 1939 par. vacat, admin. exc. Jos. Pacher n. 22. 6. 1913 St. Georgen, o. 9. 7. 1939
- 1941 Eduard. Eger, n. 18. 9. 1890 Seifhennersdorf, 4. 7. 1914, † 5. 1. 1973
- 1. 11. 1941 Otto Steinbrecher, n. 12. 11. 1891 Hochstüblau, o. 2. 7. 1916
- 14. 7. 1946 par. vacat, admin. exc. Ludvík Gala
- 12. 8. 1953 par. vacat, admin. exc. František Polášek
- 22. 1. 1954 par. vacat, admin. exc. Josef Stejskal z Horní Police
- 27. 1. 2014 par. vacat, admin. exc. Stanislav Přibyl, CSsR z Litoměřic, od 1. 7. 2016 z Prahy
- 10. 3. 2024 – 31. 12. 2024 par. vacat, admin. exc. Radek Jurnečka z Litoměřic[4]

Kromě kněží stojících v čele farnosti, působili ve farnosti v průběhu její historie i jiní kněží. Většinou pracovali jako farní vikáři, kaplani, katecheté, výpomocní duchovní aj.

### Kněží rodáci
- Wenzel Hocke

## Území farnosti
Do farnosti náleží území těchto obcí:
- Jezvé (Neustadtl)
- Novina (Neuland)
- Valteřice u Žandova (Waltersdorf)

## Římskokatolické sakrální stavby na území farnosti
| Fotografie | Stavba              | Místo  | Bohoslužby                      | Zeměpisné souřadnice             | Status       | Číslo kulturní památky           |        |
| Kostel | Kostel              | Kostel | Kostel                          | Kostel                           | Kostel       | Kostel                           | Kostel |
| --- | ------------------- | ------ | ------------------------------- | -------------------------------- | ------------ | -------------------------------- | ------ |
| | Kostel sv. Vavřince | Jezvé  | bližší informace o bohoslužbách | 50°41′56″ s. š., 14°25′53″ v. d. | farní kostel | 18009/5-3302 (Pk•MIS•Sez•Obr•WD) |        |
| Některé drobné sakrální stavby a pamětihodnosti lze dohledat zde v databázi Drobné sakrální památky Zaniklé sakrální stavby lze dohledat zde v databázi Poškozené a zničené kostely, kaple a synagogy v České republice |                     |        |                                 |                                  |              |                                  |        |

Ve farnosti se mohou nacházet i další drobné sakrální stavby, místa římskokatolického kultu a pamětihodnosti, které neobsahuje tato tabulka.